# エッテンシュタット
エッテンシュタット (ドイツ語: Ettenstatt) は、ドイツ連邦共和国バイエルン州ミッテルフランケン行政管区のヴァイセンブルク＝グンツェンハウゼン郡に属す町村（以下、本項では便宜上「町」と記述する）である。

## 地理

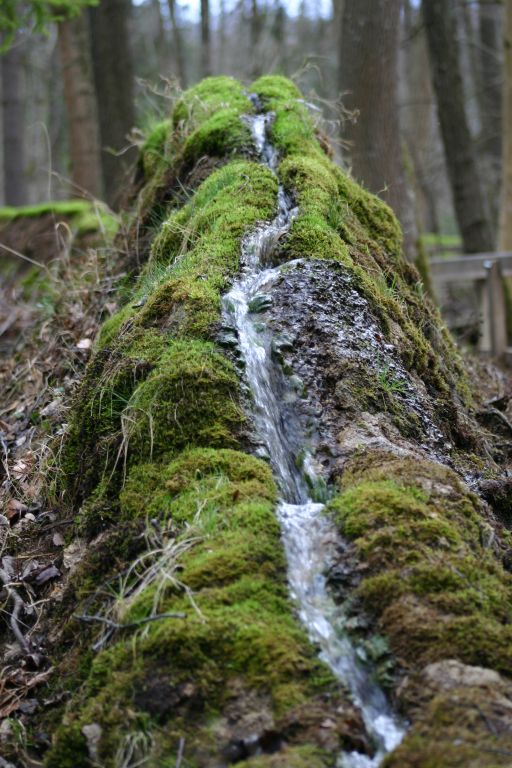
シュタイネルネ・リネ

### 位置
エッテンシュタットは、西ミッテルフランケン地方、ヴァイセンブルク＝グンツェンハウゼン郡北東部、フレンキシェ・アルプに含まれる連山ヴァイセンブルガー・アルプの北辺に位置し、郡業所在地ヴァイセンブルク・イン・バイエルンの北東約 8 km にあたる。ニュルンベルクはさらに 50 km 北に位置する。この町の首邑はフェルヒバッハ川の谷にある。この谷の東は急斜面になっている。町内では、ガラースバッハ川、リンゲルバッハ川、ブルックバッハ川、エッテンバッハ川、モールホルツグラーベン川、ロールバッハ川がフェルヒバッハ川に注いでいる。町内には多くの水源がある。町域は草地や野原からなる丘陵の開けた土地である。東部には森がある。エッテンシュタットの首邑の北を州道2389号線が通っている。エッテンシュタットの南フンツドルフ地区の近くにメルツェンバッハーヴァルト・バイ・エッテンシュタット自然保護区があり、ロールバッハ地区の近くにはシュタイネルネ・リネが形成されている。

### 隣接する市町村
エッテンシュタットは、北はプラインフェルト、北東はハイデック、東はベルゲン、南東はブルクザラハ、南はヴァイセンブルク・イン・バイエルン、西はヘッティンゲンと境を接している。

### 自治体の構成
自治体エッテンシュタットは、10のゲマインデタイル（小地区）からなる
| - アウホーフ - ブルク - エンホーフェン - エッテンシュタット - フンツドルフ | - クルーグルミューレ - ロイト・ウンター・ノイハウス - ロールバッハ - ヴォルフスミューレ - ヴェルメッツホーフェン |

## 歴史

### 自治体の形成まで
エッテンシュタットは、後の皇帝オットー3世の985年の寄進状に初めて記録されている。教会は12世紀には首席司祭座であった。1480年に教区教会が建設され、1750年にバロック様式に改築された。1818年に行政上の自治体が形成された。

### 町村合併
バイエルン州の地域再編に伴い、1973年1月1日にロイト・ウンター・ノイハウスが合併した。アウホーフ、ロールバッハ、ヴォルフスミューレを含むフンツドルフは1978年5月1日にこれに加わった。

## 住民

### 宗教
2011年現在、人口の約 9.9 % がローマ＝カトリックの信者で、その約 83.7 % が福音主義ルター派の信者である。

## 行政
この町は、エリンゲン行政共同体を構成する自治体の一つである。

### 議会
この町の町議会は8議席で構成されており、町長が議長としてこれに加わる。

### 首長
ヴィルヘルム・マーダーホルツは、2014年3月の町長選挙で 61.76 % の票を獲得して町長に選出され、2020年に再選された。

### 紋章
図柄: 金地と黒地に左右二分割。向かって左は緑の山に生える銀の花をつけた緑の植物。向かって右は向かって右上に銀色のクォーター。
この紋章は1971年に認可された。
紋章の由来: 向かって左半分には町の中核部の高台に位置する森（メルツェンバッハーヴァルト、メルヘンヴァルト、モールホルツ）に広く自生するスプリング・スノーフレークが描かれている。向かって右半分は、この町がシェンケン・フォン・ガイエルン家およびブランデンブルク＝アンスバッハ家に帰属していた事を示している。

### 姉妹自治体
- Razvanje地区（スロヴェニア、マリボルの市区）
  - 2つの町はともに、同じ文書（985年にエッテンシュタットで起草されたオットー3世の Razvanje/Rosswein の寄進状）に記録されているのが初出である。エッテンシュタットは、特にボスニア紛争の際に難民を受け容れて世話をしたこの姉妹自治体を支援した。2005年10月に1020年祭のためにエッテンシュタット住民が Razvanje を訪れた。

## 文化と見所

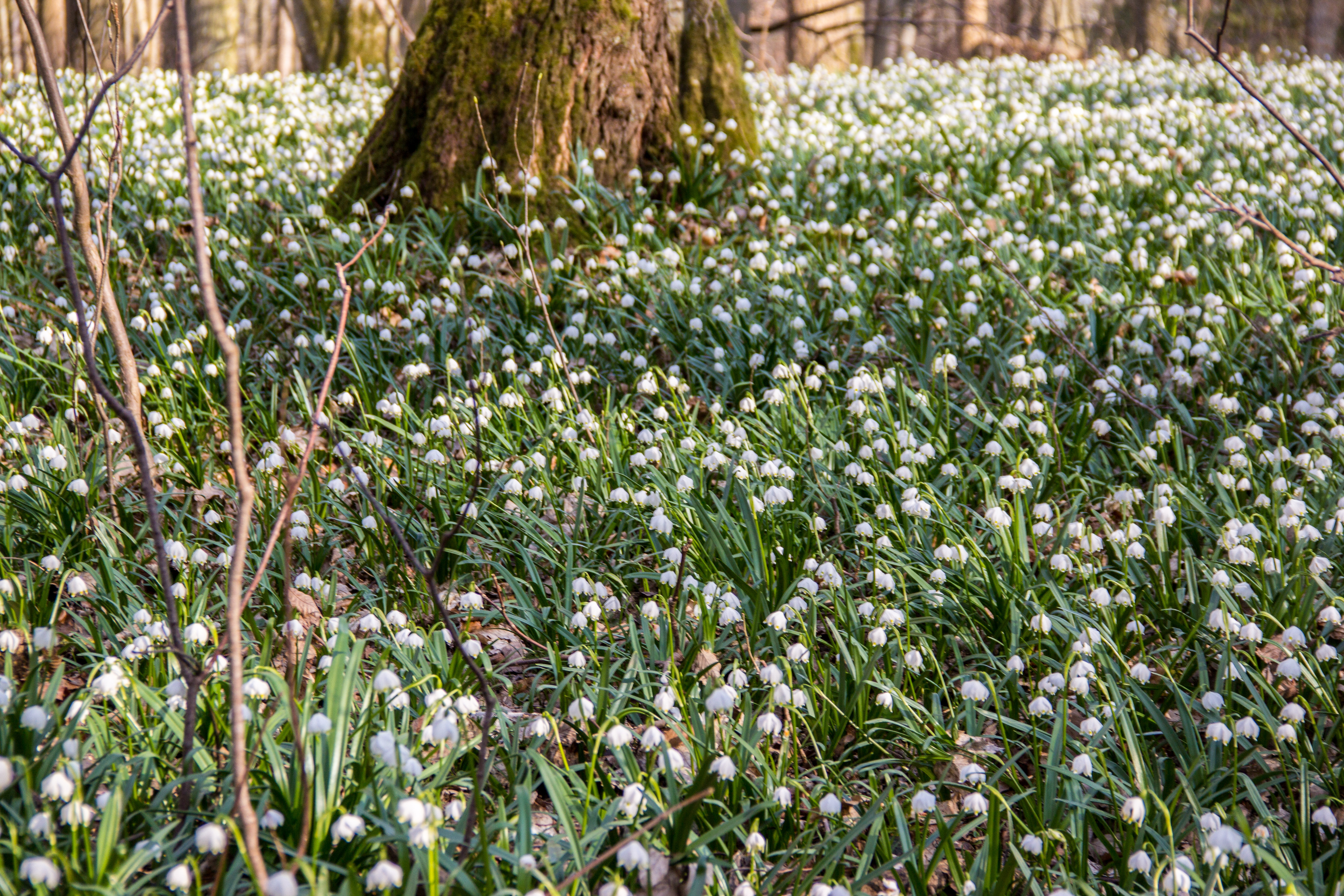
メルツェンバッハーヴァルトのスプリング・スノーフレークの群生

- メルツェンバッハーヴァルト。エッテンシュタット中核部から約 1 km の高台に位置する。およそ 500 m × 200 m の広さの広葉樹林で、海抜 480 m の水源地（自然保護区）である。町の紋章にも描かれているスプリング・スノーフレークの開花時期は観光上魅力のある場所である。
- ロールバッハ近くのシュタイネルネ・リネ
- ノイハウス城趾
- エッテンシュタットの歴史的中核部（アンサンブル保護の対象となっている）
- 教会
  - エッテンシュタットの聖ヨハニス教会（福音主義ルター派）
  - ロイト・ウンター・ノイハウスの聖マリエン教会（福音主義ルター派）

### 図書館
- エッテンシュタット図書室

## 関連図書
- Johann Kaspar Bundschuh (1800). “Ettenstatt”. Geographisches Statistisch-Topographisches Lexikon von Franken. Band 2: El–H. Ulm: Verlag der Stettinischen Buchhandlung. pp. 91–92 2022年4月24日閲覧。
- Gottfried Stieber (1761). “Ettenstatt”. Historische und topographische Nachricht von dem Fürstenthum Brandenburg-Onolzbach. Schwabach: Johann Jacob Enderes. pp. 347–348 2022年4月24日閲覧。